# ノッツ
ノッツ（KNOTS、1981年7月6日 - ）は、日本の音楽家兼漫画家・イラストレーター。山口県出身、東京都在住。

## 人物
自己紹介のたびに「23歳Dカップ女子大生」と名乗るのがお決まりである。沖縄料理店で「沖縄の人?」と2回聞かれたことがあるほどの濃い顔の持ち主。音楽の特徴として、四本淑三は「透明感のある歌声」、「アタックの強いアコースティックギターの音」、「ブランキージェットシティなどに通じるエッジの効いたサウンド」、「スピッツを連想させる哀感のあるメロディと、コミカルでいて鋭く時にほろっとさせる歌詞」を挙げている。影響を受けた人物は、音楽ではスピッツ、漫画では山川直人、志村貴子、藤本和也など。
小学時代から「物語や表現を外に出したい」という気持ちから漫画をよく描いており、当時愛読していたのは『月刊少年ガンガン』。中学時代に友人宅でギターの面白さを知り、高校入学後自分のギターを持ち、コピーバンドを組んだり自宅録音（宅録）をしたりするようになる。「ノッツ」という名前は高校時代からのもので、海沿いの町に住んでいることにちなんで、船の速度を表すノットに将来、人数が増えてバンドになった時のために複数形のsを付けたものである。17歳の時、『ギターマガジン』に自作曲のデモテープを送ったところ、織田哲郎に興味を持たれ、東京に呼ばれて会った経験がある。高校時代は文芸部に所属していた。
高校卒業後は山口大学教育学部に入学し、軽音楽サークルに所属。大学3年の秋にホームページを開設し、自身の作品をインターネット上で公開するようになる。ホームページのメインコンテンツは音楽であったが、絵日記を更新するうちに、漫画も再び盛んに描くようになった。大学時代終盤にはインターネットラジオの配信も始め、休止を挟みながらも、上京前まで続けていた。大学卒業後は会社員として「人生の暗黒時代」を過ごし、1年後に地元の工場に再就職。工場作業員として働きながら、会社員時代には時間を割けなかった創作活動を再開する。1人で創作活動をこなすことが多いが、大学時代に知り合った音楽仲間3人とともにKNOTS BANDとしてライブを行うこともある。
2008年3月、pixivに初音ミクの漫画『4つ打ちリズムと初音さん』を投稿したところ大きな反響を得、それをきっかけに初音ミクを使った音楽活動を開始。ニコニコ動画に自曲の初音ミクカバーを投稿すると徐々に人気を集め、「若干P」として知名度を高める。ただ、初音ミクを使った活動は控えめで、その理由について「初音ミクを使えば反応もわかりやすいだろうということは予想できたんですけど、このスタイルをメインの音楽活動にする気にはなれなかったんですよ。今までずっと1人で、ボーカルも自分がやるってスタイルがメインだったので」と語っている。
2012年5月にそれまでの仕事を辞めて上京。上京後は創作活動に専念しているが、商業誌への連載を持つようになるなど、音楽活動よりも漫画家としての活動が中心となっている。

## ディスコグラフィー

### オリジナルアルバム
- ヘルメンマロンティック（HATCH、2009年11月25日発売、廃盤）

1. 田舎の大学生
2. アイシンクアンシン
3. ラビットフォーゲッツ
4. キミリサイクル
5. ガールミーツボーイ
6. 海沿い
7. テレパステレパス
8. ヘルメンマロンティック
9. アクアリウム
10. ショートカットファンクラブ
11. うそつきでもすき
12. 夕暮れ故意に置く

- クリーミービター（自主制作、2011年5月5日のコミティア96で頒布）

1. ミルクの多すぎるコーヒー
2. サボテンと蜃気楼
3. Cheek to cheek
4. ぼくらのこと
5. 溜息競争
6. だまされやすいおんなのこ

- FUTURES.EP（自主制作、2012年5月5日のコミティア100で頒布）

1. クルクルミライ
「クルミくん NO FUTURE」のイメージソング。
2. 年越しセックス
3. 原付に乗ったおんなのこ
4. あなたへ手紙
5. センスイノセンス

- アクースティック（自主制作、2012年12月31日のコミックマーケット83で頒布）

1. スリーピーバター
2. 優しい指
3. 眠り姫問題
4. ショートカットファンクラブ
5. うそつきでもすき
6. アクースティック

### 参加作品
- 少女の空想庭園+（HATCH、2009年3月25日発売）
  - ギター演奏参加。
- 千年の独奏歌（HATCH、2009年7月1日発売）
  - ギター演奏参加。
- みんなのうた 4“ever”（桜桃社、2010年1月1日発売）
  - ミドリカワ書房の楽曲「大丈夫」のアレンジを担当。『みんなのうたベスト』（2010年10月20日発売）にも収録。
- LOiD-02 -postrock- LOiD's MiND（A&A、2010年3月17日発売）
- 護法少女ソワカちゃんRemix! 改の巻（LOiD、2010年12月15日発売）
  - 「あの菩提樹の下へ」のリミックスを担当。
- supercell tribute 〜Stowaways〜（TamStar Records、2011年2月23日発売）
  - supercellの楽曲「その一秒 スローモーション」のリミックスを担当。
- 回覧盤（術ノ穴、2013年7月26日発売）
  - 三回転とひとひねりの楽曲「稲荷〜三回転とひとひねりのテーマ」のMVを担当[14]。なお、三回転とひとひねりのドラムス草見沢繁はKNOTS BANDのメンバーでもある。

## 漫画・イラスト作品一覧

### 連載
- ソラミちゃんの唄（『まんがタイムきららMAX』 2012年7月号、8月号、10月号 - 2014年8月号、『まんがタイムきららキャラット』 2012年9月号）
  - 商業誌デビュー作。単行本全2巻。
- たくろくガールズ（サウンド・デザイナー 2012年8月号 - ）
- カタワレノワレワレ（WEBイキパラCOMIC 2013年1月4日 - 12月27日）
  - ウェブ連載。2015年2月27日に単行本発売。
- センチメンタルーミー（『コミック アース・スター』 2015年1月19日 - ）
  - ウェブ連載。
- もしも部（『まんがライフオリジナル』 2016年2月号 - 2017年3月号）全1巻
- 初情事まであと1時間（『コミックフラッパー』 2016年10月号 - 2018年7月号）全3巻
- 丸先生の○○がかわいい（『まんがタウン』 2019年1月号 - 2020年2月号）全1巻
- 好き好きだいちゅきつよつよソード（『月刊コミック電撃大王』、2022年1月号[15] - 2023年6月号、全26話）全２巻
- 杉雪カコと見たい明日（『チャンピオンクロス』 2024年5月23日 - ）既刊2巻
  - ウェブ連載。

### 単行本
- クルミくん NO FUTURE（小学館、2013年2月28日発売）
  - インターネット上で公開していた漫画を単行本化したもの。
- SONG BOOK（小学館、2015年3月4日発売）
  - 短編集。

### その他
- ノツレポ（『別冊・本当にあった笑える話』2012年12月号、2013年1月号、2013年2月号）
- 魔法少女まどか☆マギカ アンソロジーコミック4巻（芳文社、2013年7月12日発売）
- ソニーミュージック音楽講習募集サイトイラスト担当（2013年春・夏、2014年春）
- スマホで始める「音楽アプリ部」（ASCII.jp、第7回から不定期担当）
- あのころに戻れても（『MAGCOMI』2024年4月5日[16]） - 「今日の10ページ」ショートショート部門作品[16]